# Juan Román Riquelme
Juan Román Riquelme (* 24. Juni 1978 in San Fernando, Provinz Buenos Aires) ist ein ehemaliger argentinischer Fußballspieler und heutiger Sportfunktionär.

## Jugend
Juan Román Riquelme wurde am 24. Juni 1978 in San Fernando, einer Vorstadt im nördlichen Außenbezirk der Metropolregion Gran Buenos Aires, geboren. Er ist das älteste von insgesamt elf Kindern. Die Familie hat indigene Vorfahren und lebte in bescheidenen Verhältnissen im Armenviertel Don Torcuato. Als Kind war Riquelme ein leidenschaftlicher  Straßenfußballer, später spielte er für lokale Jugendmannschaften. Nachdem Talentscouts der Argentinos Juniors auf ihn aufmerksam geworden waren, wurde Riquelme 1992 in die Jugendabteilung des Erstligisten aufgenommen, die zu den besten des Landes zählt. Bereits als Jugendlicher weckte Riquelme das Interesse der argentinischen Spitzenklubs River Plate und Boca Juniors. Nach intensiven Bemühungen von Vereinspräsident Mauricio Macri, wechselte Riquelme im Juli 1996 zu den Boca Juniors. Der Klub repräsentiert traditionell die ärmeren Bevölkerungsgruppen Argentiniens.

## Vereinskarriere

### Boca Juniors
Sein Profidebüt feierte Riquelme am 10. November 1996 beim 2:0-Sieg über Unión de Santa Fe und zwei Wochen später erzielte er sein Premierentor gegen CA Huracán (6:0). Größter Star der Boca Juniors war Argentiniens alternder Superstar Diego Maradona, der Riquelme nach seinem letzten Spiel am 25. Oktober 1997 das Trikot mit der legendären Rückennummer 10 weiterreichte. Nicht zuletzt wegen dieser symbolischen Geste und einem ähnlichen sozialen Hintergrund, galt er als legitimer Nachfolger des Ausnahmefußballers.
Nachdem Carlos Bianchi im Mai 1998 neuer Trainer der Boca Juniors geworden war, begann eine der erfolgreichsten Phasen der Klubgeschichte. Riquelme gelang der endgültige Durchbruch, er entwickelte sich zum Dreh- und Angelpunkt im Mittelfeld. Der Edeltechniker war ein herausragender Vorbereiter und Freistoßspezialist, der selbst große Torgefahr ausstrahlte. Als klassischer Spielmacher war Riquelme für die entscheidenden Offensivaktionen der Xeneizes verantwortlich und hatte in dieser Rolle maßgeblichen Anteil an den kommenden Erfolgen. Der Auftakt war der Gewinn der argentinischen Meisterschaft 1998 (Apertura), der eine Durststrecke von sechs titellosen Jahren beendete. Dabei blieb die Mannschaft ungeschlagen und weitete ihre bemerkenswerte Serie sogar auf 40 Spiele ohne Niederlage aus. Nach einem weiteren Meistertitel (Clausura 1999) gewann Riquelme mit Boca im Jahr 2000 das Triple aus nationaler Meisterschaft (Apertura 2000), der Copa Libertadores (Sieg über Palmeiras) und nach einem 2:1-Sieg über Real Madrid den Weltpokal. 2001 gelang in der Copa Libertadores die erfolgreiche Titelverteidigung (Sieg über Cruz Azul), wohingegen Boca im Weltpokal-Finale gegen den FC Bayern München mit 0:1 das Nachsehen hatte. Die internationalen Erfolge hatten den Aufstieg des Traditionsklubs zu einer globalen Marke eingeleitet und Riquelme zu einem Topstar werden lassen. Die Tageszeitung El País wählte ihn im Jahr 2001 zu Südamerikas Fußballer des Jahres. Obwohl sich zahlreiche europäische Vereine um die Verpflichtung des Jungstars bemühten, blieb der medienscheue und familiär geprägte Riquelme seinem Klub zunächst treu. Erst die Entführung seines jüngeren Bruders Cristian im April 2002, der nach 30 Stunden gegen Lösegeld freigelassen wurde, veranlasste ihn, seinem Heimatland aus Sorge um die eigene Familie den Rücken zu kehren.

### FC Barcelona
Im Juli 2002 wechselte Riquelme für 13 Millionen Euro zum FC Barcelona und unterschrieb einen Fünf-Jahres-Vertrag. Gleich in seinem ersten Pflichtspiel, einem 3:0-Sieg über Legia Warschau, gelang ihm ein Tor (3. Runde Champions-League-Qualifikation). Allerdings war Riquelme kein Wunschtransfer von Trainer Louis van Gaal, der ein temporeiches Umschaltspiel bevorzugte. Der Argentinier hingegen war ein ruhiger, unaufgeregter Spielmacher, dessen Spielweise sich durch Tempoverschleppung und Passqualität auszeichnete. Riquelme war es gewohnt, eine Mannschaft zu führen und dass sich die Mitspieler nach ihm richteten, weshalb er nicht in das taktische Konzept passte. Wenig überraschend verlief die Saison 2002/03 sowohl für den Spieler (42 Pflichtspiele, 6 Tore) als auch für den Klub enttäuschend. Barça beendete die Spielzeit auf dem sechsten Platz, der schlechtesten Platzierung seit 15 Jahren, und schied im Viertelfinale der UEFA-Champions League vorzeitig aus. Die neue  Klubführung um Joan Laporta begann nach der Saison mit einer sportlichen Neuausrichtung und Riquelme musste dem Brasilianer Ronaldinho weichen.

### FC Villarreal
2003 wurde Riquelme zunächst für zwei Jahre an den FC Villarreal verliehen. Im Umfeld des Provinzklubs und an der Seite der ehemaligen Boca-Profis Sebastián Battaglia und Rodolfo Arruabarrena fand sich der zurückhaltende, zaudernde Riquelme weitaus besser zurecht. In der Saison 2003/04 hatte er mit seinen Leistungen großen Anteil am achten Tabellenplatz. In der Saison 2004/05 spielte er dort eine sehr überzeugende Rolle, schoss 15 Tore, bereitete 9 Tore vor und verhalf damit seiner Mannschaft zu Platz 3 in der Primera División. In der folgenden Saison 2005/06 reichte es nur für den siebten Platz in der Primera Division, mit 12 Toren (4 Elfmeter) und 6 Vorlagen in 25 Spielen von Riquelme, jedoch führte er Villarreal zum bisher größten internationalen Erfolg: dem Einzug ins Halbfinale der UEFA Champions League. In der folgenden Saison kam es allerdings zu Spannungen zwischen dem Spieler und der Vereinsführung, und er wurde im Februar 2007 für den Rest der Saison an seinen alten Verein Boca Juniors ausgeliehen.

### Boca Juniors

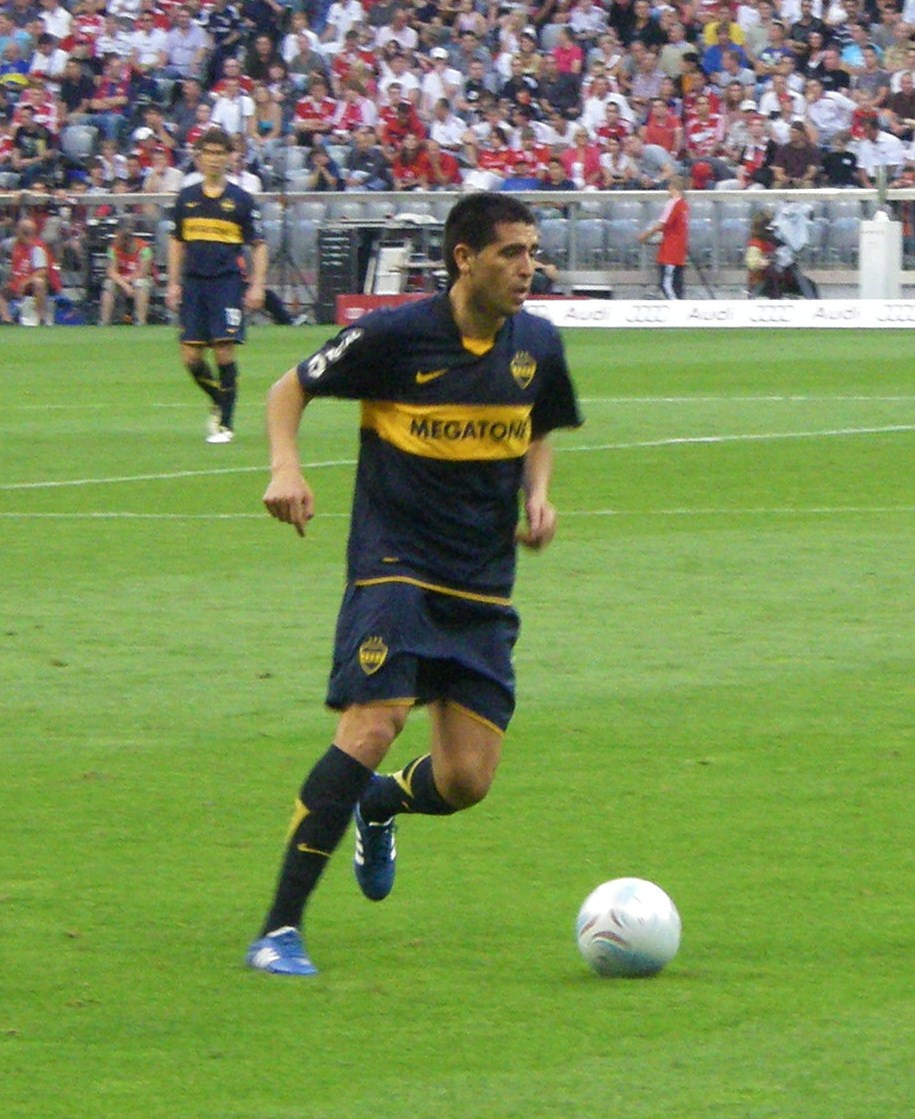
Riquelme im Trikot der Boca Juniors beim Audi Cup 2009

In der Folge führte Riquelme Boca zum Sieg in der Copa Libertadores 2007, wobei er acht Treffer im Wettbewerb erzielte, davon drei Tore in den beiden Finalspielen. Seine Stärken lagen im Dribbling, der Pass- und Flankengenauigkeit, Kreativität, Spielintelligenz, Schusstechnik und Torgefährlichkeit. Er galt als sicherer Elfmeterschütze und gefährlicher Freistoßschütze. Als Schwächen Riquelmes galten seine geringe Lauffreudigkeit, die zu statische Spielweise, die geringe Schnelligkeit und die Inkonstanz seiner Leistung. Riquelme galt als sensibler und stimmungsabhängiger Spieler.

### Nationalmannschaft
Mit der U-20-Nationalmannschaft wurde Riquelme im Jahre 1997 Südamerika-Meister, holte im selben Jahr die Junioren-WM und im Jahre 1998 den Titel beim sogenannten Turnier der Hoffnung in Toulon.
Er debütierte am 16. November 1997 gegen Kolumbien in der argentinischen A-Nationalelf und wurde erst zwei Jahre später erneut eingesetzt. Beim Konföderationen-Pokal 2005 in Deutschland schoss er in den ersten zwei Begegnungen gegen Deutschland und Australien zwei Tore für sein Land und wurde zum zweitbesten Spieler des Turniers (hinter Adriano) gewählt. Er verlor jedoch mit seiner Mannschaft das Finale gegen den südamerikanischen Rivalen Brasilien mit 1:4.
Der Spielmacher der argentinischen Nationalmannschaft nahm auch an der Fußball-Weltmeisterschaft 2006 in Deutschland teil, wo er in allen Spielen Argentiniens zum Einsatz kam. Beim entscheidenden Spiel gegen Deutschland leitete er das 1:0 ein, wurde dann jedoch Mitte der 2. Halbzeit ohne erkennbaren Grund ausgewechselt, wodurch sich das Spiel drehte und Deutschland schließlich gewann.
Am 14. September 2006 gab er überraschend seinen Rücktritt aus der Nationalmannschaft bekannt. Als Grund gab er den Gesundheitszustand seiner Mutter, die mehrmals ins Krankenhaus eingeliefert worden war, aber auch die anhaltende Kritik an seiner Person an. Der Rücktritt vom Rücktritt erfolgte ein gutes Jahr später. Riquelme stand, vier Tage vor dem Wettbewerb, wieder im Kader der Nationalmannschaft für die Copa América in Venezuela, bei der er mit Argentinien den zweiten Platz belegte.
2007 bot er an, kostenlos für Boca zu spielen, an die er vom FC Villarreal ausgeliehen war.
Für die Olympischen Spiele 2008 in Peking wurde Riquelme als einer von drei älteren Spielern für die Auswahl seines Landes von Auswahlcoach Sergio Batista berufen. Argentinien gewann dieses Turnier und Riquelme wurde somit Olympiasieger.
Im März 2009 gab Riquelme erneut seinen Rücktritt aus der Nationalelf bekannt, nachdem er vom neuen Nationaltrainer Diego Maradona für mehrere Spiele nicht berücksichtigt worden war. Zumindest, solange Maradona Trainer des Teams sei, werde er nicht mehr für Argentinien spielen. Grund sei, dass er und der Nationaltrainer „nicht dieselben Grundsätze“ hätten und daher „nicht zusammenarbeiten“ könnten.

### Sportfunktionär
Im Dezember 2019 wurde Riquelme Vizepräsident und Sportdirektor von Boca Juniors.

## Erfolge und Auszeichnungen
Nationalmannschaft
- Junioren-Weltmeister: 1997
- Olympiasieger: 2008

Verein
- Weltpokal: 2000
- Copa Libertadores: 2000, 2001, 2007
- UEFA Intertoto Cup: 2004
- Primera División (Argentinien): 1998, 1999, 2000, 2008, 2011
- Recopa Sudamericana: 2008

Auszeichnungen
- Südamerikas Fußballer des Jahres: 2001
- Argentiniens Fußballer des Jahres: 2000, 2001, 2008, 2011
- Bester ausländischer Spieler in der Primera División: 2005
- Südamerika Team des Jahres: 1999, 2000, 2001, 2008, 2011
- Historisches Team der Copa Libertadores
- FIFA-Konföderationen-Pokal 2005: Silberner Ball

## Saisonstatistik
| Verein             | Liga             | Saison          | Liga   | Liga | Nat. Pokal | Nat. Pokal | Int. Pokal | Int. Pokal | Andere | Andere | Gesamt | Gesamt |
| Verein             | Liga             | Saison          | Spiele | Tore | Spiele     | Tore       | Spiele     | Tore       | Spiele | Tore   | Spiele | Tore   |
| ------------------ | ---------------- | --------------- | ------ | ---- | ---------- | ---------- | ---------- | ---------- | ------ | ------ | ------ | ------ |
| Boca Juniors       | Primera División | 1996/97         | 22     | 4    | –          | –          | –          | –          | –      | –      | 22     | 4      |
| Boca Juniors       | Primera División | 1997/98         | 19     | 0    | –          | –          | 2          | 0          | –      | –      | 21     | 0      |
| Boca Juniors       | Primera División | 1998/99         | 37     | 10   | –          | –          | 5          | 0          | –      | –      | 42     | 10     |
| Boca Juniors       | Primera División | 1999/00         | 24     | 4    | –          | –          | 16         | 3          | –      | –      | 40     | 7      |
| Boca Juniors       | Primera División | 2000/01         | 27     | 10   | –          | –          | 14         | 3          | –      | –      | 41     | 13     |
| Boca Juniors       | Primera División | 2001/02         | 22     | 10   | –          | –          | 6          | 0          | –      | –      | 28     | 10     |
| Gesamt             | Gesamt           | Gesamt          | 151    | 38   | –          | –          | 43         | 6          | –      | –      | 194    | 44     |
| FC Barcelona       | Primera División | 2002/03         | 30     | 3    | 1          | 1          | 11         | 2          | –      | –      | 42     | 6      |
| Gesamt             | Gesamt           | Gesamt          | 30     | 3    | 1          | 1          | 11         | 2          | –      | –      | 42     | 6      |
| FC Villarreal      | Primera División | 2003/04         | 33     | 8    | 3          | 1          | 12         | 4          | –      | –      | 48     | 13     |
| FC Villarreal      | Primera División | 2004/05         | 35     | 15   | –          | –          | 11         | 2          | –      | –      | 46     | 17     |
| FC Villarreal      | Primera División | 2005/06         | 25     | 12   | 1          | 0          | 12         | 2          | –      | –      | 46     | 17     |
| FC Villarreal      | Primera División | 2006/07         | 13     | 1    | –          | –          | –          | –          | –      | –      | 13     | 1      |
| FC Villarreal      | Primera División | 2007/08         | 0      | 0    | –          | –          | –          | –          | –      | –      | 0      | 0      |
| Gesamt             | Gesamt           | Gesamt          | 106    | 36   | 4          | 1          | 35         | 8          | –      | –      | 145    | 45     |
| Boca Juniors       | Primera División | 2007            | 15     | 2    | –          | –          | 11         | 8          | –      | –      | 26     | 10     |
| Boca Juniors       | Primera División | 2007/08         | 10     | 1    | –          | –          | 10         | 4          | –      | –      | 20     | 5      |
| Boca Juniors       | Primera División | 2008/09         | 28     | 5    | –          | –          | 7          | 4          | –      | –      | 35     | 9      |
| Boca Juniors       | Primera División | 2009/10         | 24     | 3    | –          | –          | 2          | 0          | –      | –      | 26     | 3      |
| Boca Juniors       | Primera División | 2010/11         | 13     | 4    | –          | –          | –          | –          | –      | –      | 13     | 4      |
| Boca Juniors       | Primera División | 2011/12         | 21     | 4    | 2          | 1          | 9          | 3          | –      | –      | 32     | 8      |
| Boca Juniors       | Primera División | 2012/13         | 5      | 0    | 1          | 0          | 7          | 2          | –      | –      | 13     | 2      |
| Boca Juniors       | Primera División | 2013/14         | 22     | 7    | –          | –          | –          | –          | –      | –      | 22     | 7      |
| Gesamt             | Gesamt           | Gesamt          | 138    | 26   | 3          | 1          | 46         | 21         | –      | –      | 187    | 48     |
| Argentinos Juniors | Primera B        | 2014            | 15     | 3    | 3          | 2          | –          | –          | –      | –      | 18     | 5      |
| Gesamt             | Gesamt           | Gesamt          | 15     | 3    | 3          | 2          | –          | –          | –      | –      | 18     | 5      |
| Karriere Gesamt    | Karriere Gesamt  | Karriere Gesamt | 440    | 106  | 11         | 5          | 135        | 37         | –      | –      | 586    | 148    |